# American Kennel Club
Pour les articles homonymes, voir AKC.
L'American Kennel Club (AKC) est la plus importante fédération canine des États-Unis. 
Fondée en 1884, sa mission principale est la promotion et l’amélioration du cheptel des races canines.

## Groupes de races
Les races de chiens reconnues par l'AKC sont divisées en sept catégories :
- le Sporting Group, qui comprend les chiens d'arrêt et les chiens de rapport ;
- le Hound Group, qui comprend les chiens courants et les lévriers ;
- le Working Group, qui comprend les chiens de garde et les chiens de protection du bétail ;
- le Terrier Group, qui comprend les terriers ;
- le Toy Group, qui comprend les chiens de compagnie ;
- le Non-Sporting Group, qui comprend des chiens aux usages différents ;
- le Herding Group, qui comprend les chiens de berger et les bouviers.

En plus de ces sept groupes, il y a également le Foundation Stock Service, qui contient des races en attente d'une éventuelle reconnaissance. En son sein, il y a le sous-groupe de la Miscellaneous Class, à savoir des chiens non reconnus par l'AKC mais qui sont autorisés à participer à des expositions.